# D'Huison-Longueville
D'Huison-Longueville (prononcé [d̪yisɔ̃ lɔ̃ɡǝvil] ) est une commune française située à quarante-quatre kilomètres au sud de Paris dans le département de l'Essonne en région Île-de-France.
Ses habitants sont appelés les Huisonnais-Longuevillois.

## Géographie

### Situation
| Type d’occupation           | Pourcentage | Superficie (en hectares) |
| --------------------------- | ----------- | ------------------------ |
| Espace urbain construit     | 7,6 %       | 75,77                    |
| Espace urbain non construit | 4,3 %       | 42,55                    |
| Espace rural                | 88,1 %      | 872,50                   |
| Source : Iaurif             |             |                          |

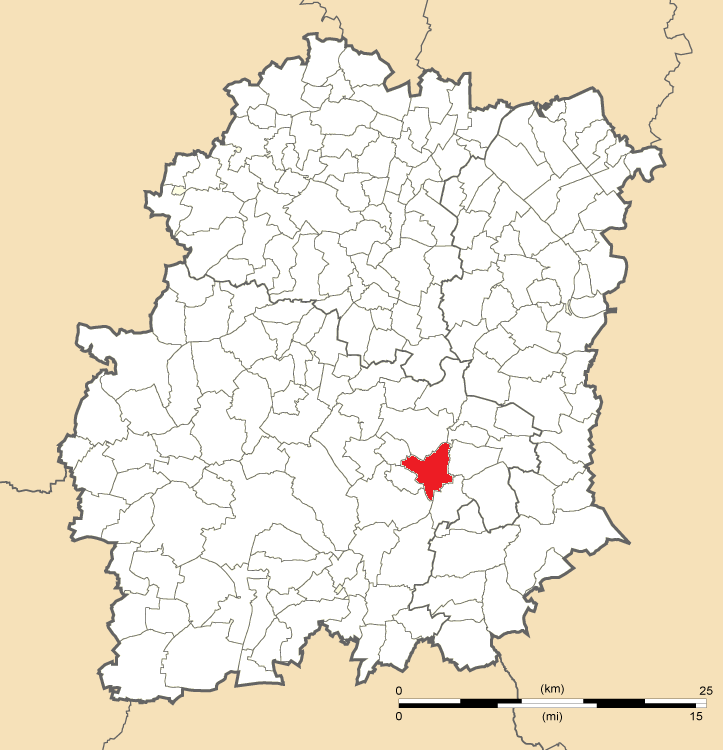
Position de D'Huison-Longueville en Essonne.

D'Huison-Longueville est située à quarante-quatre kilomètres au sud de Paris-Notre-Dame, point zéro des routes de France, vingt-et-un kilomètres au sud-ouest d'Évry, douze kilomètres au nord-est d'Étampes, quatre kilomètres au sud-ouest de La Ferté-Alais, treize kilomètres au nord-ouest de Milly-la-Forêt, quinze kilomètres au sud-est d'Arpajon, vingt kilomètres au sud-est de Montlhéry, vingt kilomètres au sud-ouest de Corbeil-Essonnes, vingt-quatre kilomètres au sud-est de Dourdan, vingt-huit kilomètres au sud-est de Palaiseau.

### Hydrographie
La commune est traversée par la rivière l'Essonne.

### Relief et géologie
Le point le plus bas de la commune est situé à cinquante-trois mètres d'altitude et le point culminant à cent quarante-cinq mètres.

### Climat
Pour des articles plus généraux, voir Climat de l'Île-de-France et Climat de l'Essonne.
En 2010, le climat de la commune est de type climat océanique dégradé des plaines du Centre et du Nord, selon une étude du CNRS s'appuyant sur une série de données couvrant la période 1971-2000. En 2020, Météo-France publie une typologie des climats de la France métropolitaine dans laquelle la commune est exposée à un climat océanique altéré et est dans la région climatique Sud-ouest du bassin Parisien, caractérisée par une faible pluviométrie, notamment au printemps (120 à 150 mm) et un hiver froid (3,5 °C). 
Pour la période 1971-2000, la température annuelle moyenne est de 11,2 °C, avec une amplitude thermique annuelle de 15,4 °C. Le cumul annuel moyen de précipitations est de 657 mm, avec 10,6 jours de précipitations en janvier et 7,7 jours en juillet. Pour la période 1991-2020, la température moyenne annuelle observée sur la station météorologique la plus proche, située sur la commune de Courdimanche-sur-Essonne à 6 km à vol d'oiseau, est de 11,6 °C et le cumul annuel moyen de précipitations est de 594,8 mm,. Pour l'avenir, les paramètres climatiques de la commune estimés pour 2050 selon différents scénarios d'émission de gaz à effet de serre sont consultables sur un site dédié publié par Météo-France en novembre 2022.

### Voies de communication et transports
Le sentier de grande randonnée GR 1 traverse le territoire de la commune.
La commune est desservie par la ligne de bus 4306 du réseau de bus Essonne Sud Est.

### Lieux-dits, écarts et quartiers
Il y a deux quartiers à D'Huison-Longueville. D'Huison et Longueville, autrefois deux communes séparées.

## Urbanisme

### Typologie
Au 1er janvier 2024, D'Huison-Longueville est catégorisée bourg rural, selon la nouvelle grille communale de densité à sept niveaux définie par l'Insee en 2022.
Elle appartient à l'unité urbaine de La Ferté-Alais, une agglomération intra-départementale regroupant quatre  communes, dont elle est une commune de la banlieue,,. Par ailleurs la commune fait partie de l'aire d'attraction de Paris, dont elle est une commune de la couronne,. Cette aire regroupe 1 929 communes,.

## Toponymie
Le nom de Duison provient du mot gaulois Doutionen ou Dusiarem, du latin ductio, ductionem, dérivé du dux, ducem, duit, ou duis, doit, ou doiz (de l'accusatif latin ducem au sens tardif de "conduit, canal").
À D'Huison-Longueville, coule la "Fontaine sucrée", source qui va se jeter un peu plus loin dans l'Essonne ; ce qui explique le nom de D'Huison, tiré, comme celui de son homonyme de Loir-et-Cher, du latin ductio, ductionem, dérivé du dux, ducem.
L'apostrophe qui figure dans le nom de D'Huison-Longueville est tout à fait insolite, elle n'est apparue qu'au XXe siècle.
La commune fut créée en 1793 sous le nom de Duison, le Bulletin des lois de 1801 le modifia en D'Huison et la mention de Longueville fut ajoutée en 1903.

## Population et société

### Démographie

#### Évolution démographique
L'évolution du nombre d'habitants est connue à travers les recensements de la population effectués dans la commune depuis 1793. Pour les communes de moins de 10 000 habitants, une enquête de recensement portant sur toute la population est réalisée tous les cinq ans, les populations de référence des années intermédiaires étant quant à elles estimées par interpolation ou extrapolation. Pour la commune, le premier recensement exhaustif entrant dans le cadre du nouveau dispositif a été réalisé en 2004.

En 2022, la commune comptait 1 532 habitants, en évolution de +1,12 % par rapport à 2016 (Essonne : +2,89 %, France hors Mayotte : +2,11 %).
| 1793 | 1800 | 1806 | 1821 | 1831 | 1836 | 1841 | 1846 | 1851 |
| ---- | ---- | ---- | ---- | ---- | ---- | ---- | ---- | ---- |
| 290  | 332  | 321  | 350  | 366  | 338  | 356  | 337  | 344  |

| 1856 | 1861 | 1866 | 1872 | 1876 | 1881 | 1886 | 1891 | 1896 |
| ---- | ---- | ---- | ---- | ---- | ---- | ---- | ---- | ---- |
| 350  | 328  | 345  | 319  | 318  | 356  | 378  | 387  | 403  |

| 1901 | 1906 | 1911 | 1921 | 1926 | 1931 | 1936 | 1946 | 1954 |
| ---- | ---- | ---- | ---- | ---- | ---- | ---- | ---- | ---- |
| 427  | 478  | 446  | 413  | 406  | 416  | 370  | 337  | 350  |

| 1962 | 1968 | 1975 | 1982 | 1990  | 1999  | 2004  | 2006  | 2009  |
| ---- | ---- | ---- | ---- | ----- | ----- | ----- | ----- | ----- |
| 367  | 425  | 684  | 857  | 1 168 | 1 232 | 1 290 | 1 292 | 1 397 |

| 2014  | 2019  | 2022  | - | - | - | - | - | - |
| ----- | ----- | ----- | - | - | - | - | - | - |
| 1 504 | 1 495 | 1 532 | - | - | - | - | - | - |

#### Pyramide des âges
En 2018, le taux de personnes d'un âge inférieur à 30 ans s'élève à 34,7 %, soit en dessous de la moyenne départementale (39,9 %). À l'inverse, le taux de personnes d'âge supérieur à 60 ans est de 23,5 % la même année, alors qu'il est de 20,1 % au niveau départemental.
En 2018, la commune comptait 758 hommes pour 744 femmes, soit un taux de 50,47 % d'hommes, légèrement supérieur au taux départemental (48,98 %).
Les pyramides des âges de la commune et du département s'établissent comme suit.
| Hommes | Classe d’âge | Femmes |
| ------ | ------------ | ------ |
| 0,5    | 90 ou +      | 0,7    |
| 6,0    | 75-89 ans    | 7,7    |
| 16,4   | 60-74 ans    | 15,8   |
| 23,3   | 45-59 ans    | 24,2   |
| 18,4   | 30-44 ans    | 17,5   |
| 15,3   | 15-29 ans    | 15,4   |
| 20,0   | 0-14 ans     | 18,8   |

| Hommes | Classe d’âge | Femmes |
| ------ | ------------ | ------ |
| 0,5    | 90 ou +      | 1,4    |
| 5,4    | 75-89 ans    | 7,2    |
| 12,9   | 60-74 ans    | 13,9   |
| 20     | 45-59 ans    | 19,4   |
| 19,9   | 30-44 ans    | 20,1   |
| 20     | 15-29 ans    | 18,2   |
| 21,3   | 0-14 ans     | 19,8   |

## Politique et administration

### Politique locale
La commune de D'Huison-Longueville est rattachée au canton d'Étampes, représenté par les conseillers départementaux Marie-Claire Chambaret (DVD) et Guy Crosnier (UMP), à l'arrondissement d’Étampes et à la deuxième circonscription de l'Essonne, représentée par le député Franck Marlin (UMP).
L'Insee attribue à la commune le code 91 1 11 198. La commune de D'Huison-Longueville est enregistrée au répertoire des entreprises sous le code SIREN 219 101 987. Son activité est enregistrée sous le code APE 8411Z.

### Liste des maires
| Période                                  | Période  | Identité              | Étiquette | Qualité |
| ---------------------------------------- | -------- | --------------------- | --------- | ------- |
| Les données manquantes sont à compléter. |          |                       |           |         |
| 2001                                     | 2008     | Danielle Schinacher   | DVD       |         |
| 2008                                     | En cours | Jean-Christophe Hardy |           |         |

### Tendances et résultats politiques
Élections présidentielles, résultats des deuxièmes tours :
- Élection présidentielle de 2002 : 83,10 % pour Jacques Chirac (RPR), 16,90 % pour Jean-Marie Le Pen (FN), 85,75 % de participation[36].
- Élection présidentielle de 2007 : 57,09 % pour Nicolas Sarkozy (UMP), 42,91 % pour Ségolène Royal (PS), 89,45 % de participation[37].
- Élection présidentielle de 2012 : 53,54 % pour Nicolas Sarkozy (UMP), 46,46 % pour François Hollande (PS), 87,33 % de participation[38].

Élections législatives, résultats des deuxièmes tours :
- Élections législatives de 2002 : 60,75 % pour Franck Marlin (UMP), 39,25 % pour Gérard Lefranc (PCF), 59,45 % de participation[39].
- Élections législatives de 2007 : 57,05 % pour Franck Marlin (UMP) élu au premier tour, 20,47 % pour Marie-Agnès Labarre (PS), 61,77 % de participation[40].
- Élections législatives de 2012 : 55,70 % pour Franck Marlin (UMP), 44,30 % pour Béatrice Pèrié (PS), 58,53 % de participation[41].

Élections européennes, résultats des deux meilleurs scores :
- Élections européennes de 2004 : 25,27 % pour Harlem Désir (PS), 20,16 % pour Patrick Gaubert (UMP), 43,12 % de participation[42].
- Élections européennes de 2009 : 29,84 % pour Michel Barnier (UMP), 19,37 % pour Daniel Cohn-Bendit (Les Verts), 40,55 % de participation[43].

Élections régionales, résultats des deux meilleurs scores :
- Élections régionales de 2004 : 51,70 % pour Jean-Paul Huchon (PS), 34,68 % pour Jean-François Copé (UMP), 71,72 % de participation[44].
- Élections régionales de 2010 : 55,27 % pour Jean-Paul Huchon (PS), 44,73 % pour Valérie Pécresse (UMP), 50,51 % de participation[45].

Élections cantonales, résultats des deuxièmes tours :
- Élections cantonales de 2001 : données manquantes.
- Élections cantonales de 2008 : 52,61 % pour Guy Gauthier (UMP), 47,39 % pour Élisabeth Blond (PS), 43,50 % de participation[46].

Élections municipales, résultats des deuxièmes tours :
- Élections municipales de 2001 : données manquantes.
- Élections municipales de 2008 : 526 voix pour Patrick Dantan (?), 505 voix pour Marc Barataud (?), 61,72 % de participation[47].

Référendums :
- Référendum de 2000 relatif au quinquennat présidentiel : 71,12 % pour le Oui, 28,88 % pour le Non, 31,77 % de participation[48].
- Référendum de 2005 relatif au traité établissant une Constitution pour l'Europe : 53,04 % pour le Oui, 46,96 % pour le Non, 75,48 % de participation[49].

### Enseignement

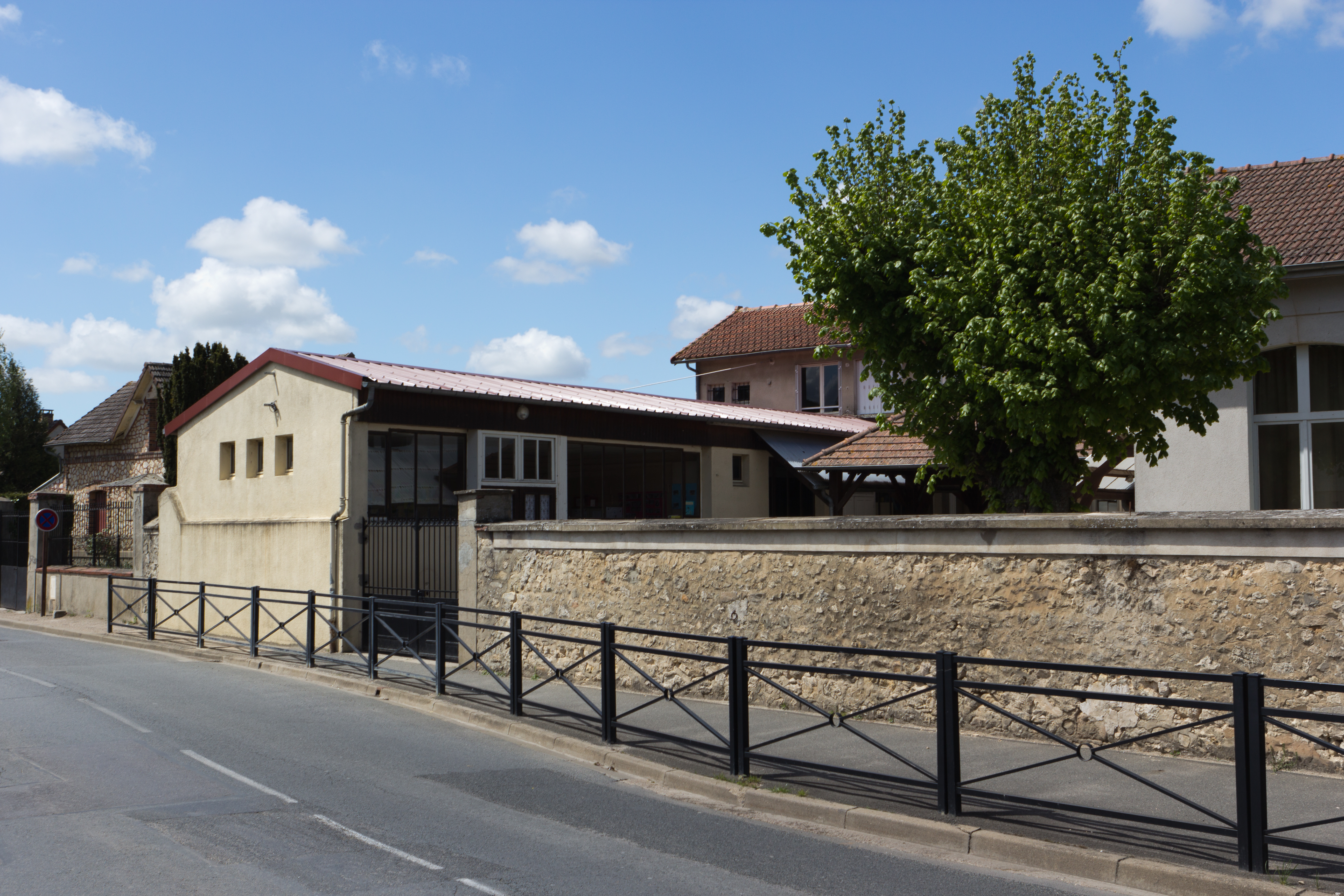
L'école des Frères-Lumière.

Les élèves de D'Huison-Longueville sont rattachés à l'académie de Versailles. La commune dispose sur son territoire de l'école primaire des Frères-Lumière. La nouvelle école a ouvert ses portes en septembre 2013.

### Jumelages
La commune de D'Huison-Longueville n'a développé aucune association de jumelage.

## Vie quotidienne à D'Huison-Longueville

### Sports
La commune dispose d'un terrain de foot, de deux terrains de tennis et d'une aire de pétanque.

### Lieux de culte

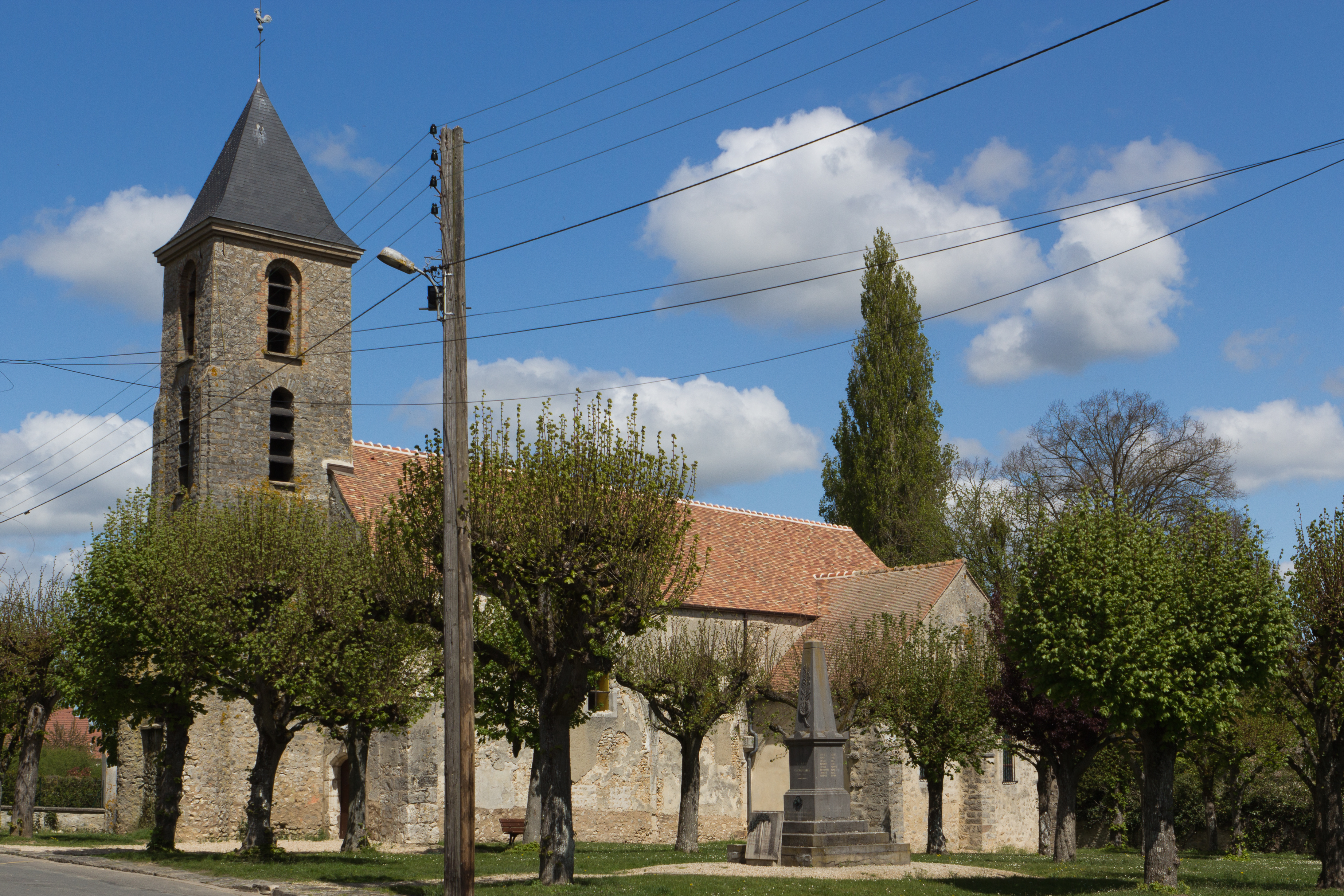
L'église Saint-Pierre.

La paroisse catholique de D'Huison-Longueville est rattachée au secteur pastoral de La Ferté-Alais-Val d'Essonne et au diocèse d'Évry-Corbeil-Essonnes. Elle dispose de l'église Saint-Pierre, située dans le quartier de D'Huison.

### Médias
L'hebdomadaire Le Républicain relate les informations locales. La commune est en outre dans le bassin d'émission des chaînes de télévision France 3 Paris Île-de-France Centre, IDF1 et Téléssonne intégré à Télif.

## Économie

### Emplois, revenus et niveau de vie
En 2006, le revenu fiscal médian par ménage était de 23 451 €, ce qui plaçait la commune au 796e rang parmi les 30 687 communes de plus de cinquante ménages que compte le pays et au soixante-neuvième rang départemental.
| Répartition des emplois par catégories socioprofessionnelles en 2006. |              |                                           |                                                   |                            |                          |                           |
|                                                                       | Agriculteurs | Artisans, commerçants, chefs d’entreprise | Cadres et professions intellectuelles supérieures | Professions intermédiaires | Employés                 | Ouvriers                  |
| D'Huison-Longueville                                                  | -            | -                                         | -                                                 | -                          | -                        | -                         |
| Zone d’emploi d’Évry                                                  | 0,3 %        | 4,0 %                                     | 20,2 %                                            | 29,6 %                     | 28,2 %                   | 17,7 %                    |
| Moyenne nationale                                                     | 2,2 %        | 6,0 %                                     | 15,4 %                                            | 24,6 %                     | 28,7 %                   | 23,2 %                    |
| Répartition des emplois par secteurs d’activités en 2006.             |              |                                           |                                                   |                            |                          |                           |
|                                                                       | Agriculture  | Industrie                                 | Construction                                      | Commerce                   | Services aux entreprises | Services aux particuliers |
| D'Huison-Longueville                                                  | -            | -                                         | -                                                 | -                          | -                        | -                         |
| Zone d’emploi d’Évry                                                  | 0,9 %        | 13,5 %                                    | 5,4 %                                             | 14,6 %                     | 16,2 %                   | 6,9 %                     |
| Moyenne nationale                                                     | 3,5 %        | 15,2 %                                    | 6,4 %                                             | 13,3 %                     | 13,3 %                   | 7,6 %                     |
| Sources : Insee,                                                      |              |                                           |                                                   |                            |                          |                           |

## Culture locale et patrimoine

### Patrimoine environnemental
Les berges de l'Essonne et les bois au sud du village ont été recensés au titre des espaces naturels sensibles par le conseil général de l'Essonne.

### Patrimoine architectural
La cheminée du château de D'Huison du XVIe siècle a été inscrit aux monuments historiques le 7 décembre 1965.

### Personnalités liées à la commune
- Gérard Crombac, journaliste suisse spécialisé dans la compétition automobile, manager de Jo Schlesser et de Harry Schell, ami intime de Jim Clark, fondateur du magazine Sport Auto, possédait une résidence appelée Brands-Hatch à D'Huison-Longueville.

### Héraldique
| Blason de D'Huison-Longueville | Blason  | D’or à une botte de cresson de sinople, mantelé d’azur à deux pics de carrier, passés en sautoir et accompagnés en chef de deux abeilles, le tout aussi d'or. |
| Blason de D'Huison-Longueville | Détails | |

### D'Huison-Longueville dans les arts et la culture
- D'Huison-Longueville a servi de lieu de tournage du film Mais où est donc passée la septième compagnie ? de Robert Lamoureux sorti en 1973[58].